# Project 575
Project 575 (プロジェクト575 Purojekuto Gou-Shichi-Gou) er et japansk multimedieprojekt skabt af Sega, der benytter Vocaloid-talesyntese til at skabe traditionelle 5-7-5 tanka- og haiku-digte. Det består af en iPhone app kaldet Uta Yomi 575 (うた詠み５７５ bogst. "Sanglæser 575"), der blev udgivet 26. juli 2013, og et PlayStation Vita-spil kaldet Uta Kumi 575 (うた組み５７５ bogst. "Sangbygger 575"), der blev udgivet 23. januar 2014. Det beskrives som en kombination af et rytmespil og et ordbygningsspil.
En humoristisk slice of life animeserie bygget over spillet med titlen Go! Go! 575 og i 4 afsnit a 4 minutter blev sendt i japansk tv mellem 9. januar 2014 og 30. januar 2014. Serien blev udgivet i et kombineret sæt med en cd og en blu-ray med alle fire afsnit og et ekstra afsnit 22. oktober 2014.

## Figurer
Azuki Masaoka (正岡 小豆 Masaoka Azuki)
Stemme af Yuka Ootsubo
Matcha Kobayashi (小林 抹茶 Kobayashi Maccha)
Stemme af Ayaka Oohashi
Yuzu Yosano (与謝野 柚子 Yosano Yuzu)
Stemme af Minako Kotobuki
Koume Ono (小野 小 Ono Koume)
Stemme af Yuu Seizawa

## Afsnit
| # | Titel                                                                           | Sendt første gang |
| - | ------------------------------------------------------------------------------- | ----------------- |
|   |                                                                                 |                   |
| 1 | "Embrace the whole town." (この街全部、抱きしめて。)                            |                   |
| 2 | "My uniform is soaking, just like the last time." (制服もまた、ずぶ濡れで。)    |                   |
| 3 | "Heh heh heh, thank you for sharing." (きゃっきゃうふふで、いただきます。)      |                   |
| 4 | "Through words, I want to tell everyone." (コトノハにのせ、つたえたい。)        |                   |
| 5 | "Are You Living Life Fully, the Best That You Can?" (めいっぱいに、はじけてる?) | 22. oktober 2014  |

## Cd'er
| Titel | Udgivet          | Kodenr.    | Type               | Indhold og bemærkninger             |
| --- | ---------------- | ---------- | ------------------ | ----------------------------------- |
| Kotoba Colorful (コトバ・カラフル Kotoba Karafuru) | 22. januar 2014  | SVWC-7985  | Maxi-single        |                                     |
| Uta Yui 575 Azuki and Matcha Character Song Collection (うた結い575 小豆と抹茶 きゃらそんこれくしょん!! Uta Yui 575 Azuki to Matcha Kyara Son Korekushon) | 5. februar 2014  | QWCE-325   |                    |                                     |
| Go! Go! 575 Sound & Movie Collection (GO!GO!575 サウンド&ムービーコレクション Go! Go! 575 Saundo & Muubii Korekushon)                                     | 22. oktober 2014 | SVWC-70024 | CD + DVD + Blu-ray | CD + DVD + Blu-ray med animeserien. |

## Anmeldelser
Famitsu gav spillet en samlet vurdering på 29/40.  
PlayStation LifeStyles anmeldelse roste hovedpersonerne, sangene og det centrale gameplay og gav en vurdering på 7/10.